# Brendan Chardonnet
Brendan Chardonnet (ur. 22 grudnia 1994 w Saint-Renan) – francuski piłkarz, występujący na pozycji środkowego obrońcy we francuskim klubie Stade Brestois 29, którego jest kapitanem.